# George K. Nash
George K. Nash, född 14 augusti 1842 i Medina County, Ohio, död 28 oktober 1904 i Columbus, Ohio, var en amerikansk republikansk politiker. Han var den 41:a guvernören i delstaten Ohio 1900–1904.
Nash deltog i amerikanska inbördeskriget i nordstaternas armé. Han studerade efter kriget juridik i Columbus och inledde sin karriär som advokat i Ohio. Han var delstatens justitieminister 1880–1883.
Nash vann guvernörsvalet i Ohio 1899. Han omvaldes 1901. Nash efterträddes 11 januari 1904 av Myron T. Herrick. Nash avled senare samma år. Hans grav finns på Green Lawn Cemetery i Columbus.